# Lixte
Lixte (em árabe: اللشت‎; romaniz.: al-Lišt) é uma vila egípcia localizada cerca de 50 quilômetros ao sul do Cairo. É também necrópole real e da elite do Reino Médio (2055–1650 a.C.) e inclui as pirâmides de Amenemés I (1985–1965 a.C.) e Sesóstris I (r. 1965–1920 a.C.). As duas principais pirâmides eram cercadas por pirâmides menores de membros da família real e várias mastabas de altos oficiais e seus familiares, construídas ao longo da XII e XIII dinastias. O sítio é também conhecido pela tumba de Senebetisi.

## História
A capital da XI dinastia era Tebas, mas o primeiro faraó da XII dinastia, Amenemés I (1985–1965 a.C.), mudou a capital para Iti-Taui, em Faium. Embora Iti-Taui ainda não tenha sido localizada, a mudança de necrópole foi um resultado direto da mudança de residência real. O sítio foi necrópole dos primeiros dois faraós da dinastia, Amenemés I e seu filho e sucessor Sesóstris I (r. 1965–1920 a.C.). A pirâmide de Amenemés, situada no extremo norte do sítio, tinha originalmente 58 metros de altura e seu núcleo foi construído usando blocos de calcário obtidos em construções do Reino Antigo (2686–2160 a.C.) em Sacará. O templo mortuário estava localizado no lado leste, e cujo acesso se dava por um caminho de pedra que passava pelo templo no vale escavado pelo Inspetorado de Antiguidades.
O complexo de Sesóstris é similar ao de seu pai e compreendia uma pirâmide de calcário, originalmente medindo 61 metros de altura, cercada por nove pequenas pirâmides subsidiárias. Ao norte do templo mortuário, dez estátuas sentadas do faraó foram localizadas e estão abrigadas no Museu Egípcio do Cairo. As pirâmides estão cercadas por restos de várias mastabas de cortesãos, inclusive aquela do sumo sacerdote de Ptá Sesóstris-anque, situada a 200 metros a leste da muralha exterior de Sesóstris. Também foi encontrada a tumba de Senebetisi.